# لئون باری
لئون باری (فرانسوی: Léon Bary‎؛ ۶ ژوئن ۱۸۸۰ – ۷ ژانویهٔ ۱۹۵۴) بازیگر و کارگردان فیلم اهل فرانسه بود.
از فیلم‌ها یا برنامه‌های تلویزیونی که وی در آن نقش داشته‌است، می‌توان به سه تفنگدار، کلاه‌طلایی، ملاقات در ژوئیه، نقاب آهنین و مواد مخدر اشاره کرد.